# Kreditlinie (Film)
Kreditlinie (georgisch კრედიტის ლიმიტი Kreditis limiti) ist eine georgische Tragikomödie aus dem Jahr 2014.

## Handlung
Als es die Sowjetunion noch gab, führte Nino ein ganz normales Leben. Seitdem Georgien jedoch ein unabhängiges Land ist, wird alles immer schwieriger – bis sie eines Tages fast die Hypothek auf ihr Haus nicht mehr zahlen kann und sich deswegen einen Kredit nehmen muss. Im Alter von 40 Jahren, in dem andere sich ihr Leben und ihre Zukunft gesichert haben, steht Nino vor dem Ruin.

## Veröffentlichung
Kreditlinie feierte bei den 71. Internationalen Filmfestspielen von Venedig Premiere. Arte zeigte den Film erstmals am 10. Oktober 2018 im deutschen Free-TV.
Der Film gewann den Preis für die beste Regie beim Tbilisi International Film Festival.

## Kritik
- Lexikon des internationalen Films: „Der in starren, bildstarken Tableaus angelegte Film bricht mit seinem amüsiert-distanzierten Blickwinkel die tragische Geschichte auf, schwächt deren Wirkung aber durch ständige Wiederholungen der Vorgänge ab.“